# Cyryl III (patriarcha Konstantynopola)
Cyryl III Spanos, gr. Κύριλλος Γ΄ Σπανός (zm. po 1675) – ekumeniczny patriarcha Konstantynopola.

## Życiorys
Urząd patriarchy Konstantynopola sprawował krótko w 1652 i ponownie w 1654. W latach 1655–1675 był biskupem Koryntu, następnie Filipolis i Tyrnowa.